# Felipe de Bustamante
Felipe de Bustamante, se contó entre los primeros pobladores de las minas de Baroyeca, se dedicó a la minería y en 1704 el gobernador de la Nueva Vizcaya, Juan Fernández de Córdova, lo nombró alcalde mayor de la Provincia de Ostimuri, cargo que desempeñó por el término de un año. Con motivo de las dificultades surgidas para que el capitán Blas de Esquer asumiera el mismo cargo el 15 de julio de 1705 fue nombrado nuevamente para desempeñar otra vez la alcaldía mayor y le fueron agregados todos los pueblos situados al sur del río Yaqui y al norte del Mayo. Durante su gestión se empadronó a los indios que vivían en la región de Bacadéhuachi con el fin de determinar cuáles pertenecían a la Provincia de Sonora y a Ostimuri, dando la comisión al teniente Antonio Ortiz, de la Compañía de Janos. Como éste no cumplió su cometido, se nombró en su lugar al capitán Ascencio Domínguez. Ejerció el mando hasta 1706, diez años después vivía en Baroyeca y tuvo dificultades con el capitán Bucar Fajardo.